# 愛知県立新城有教館高等学校作手校舎
愛知県立新城有教館高等学校作手校舎（あいちけんりつ しんしろゆうきょうかんこうとうがっこう つくでこうしゃ）は、愛知県新城市に存在する公立の高等学校。

## 沿革
- 1898年（明治31年） - 南設楽郡巴村外8ヶ村組合立作手農林補習学校として創立[1]。
- 1922年（大正11年） - 愛知県作手農林学校に改称[1]。
- 1949年（昭和24年） - 学制改革で作手農林学校は新制高校転換対象から洩れて、愛知県立新城高等学校作手分校に改称[1]。
- 1978年（昭和53年） - 愛知県立作手高等学校として分離独立[1]。
- 2009年（平成21年） - 普通科の募集を停止、生活・経営科を人と自然科に改編。
- 2010年（平成22年） - 新城市立作手中学校と連携型中高一貫教育を開始。
- 2011年（平成23年） - 愛知県立新城東高等学校に併合され、愛知県立新城東高等学校作手校舎に改称。
- 2019年（令和元年） - 新城東高校が募集停止。新城東高校の1年生は作手校舎のみとなる。
- 2020年（令和2年） - 新城東高校の1、2年生は作手校舎のみとなる。
- 2021年（令和3年） - 新城東高校と新城高校の統合で新設された「愛知県立新城有教館高等学校（2019年開校）」の作手校舎に改称し、2、3年生は新城有教館高校へ転籍した。

## 教育課程
1年生は共通の教育課程で履修する。2年生以降は、「普通教育に関する各教科」（普通教科）の科目の割合の多い「まなびの森」コースと「農業教育に関する各教科」（農業教科）の科目の割合の多い「大地のめぐみ」コースに分かれる。
2013年度（平成25年度）入学生より、新城市立作手中学校からの進学者を対象に「連携型選抜（学習のまとめの成果と面接のみで選考）」を開始。

## 通学圏
専門学科のみを有するため、愛知県全域から進学可能である。旧南設楽郡作手村をはじめとした新城市域の進学者が中心。
遠距離通学者のための寄宿舎（修己寮）を備えるが、女子寮は閉寮し、男子寮も2021年（令和3年）より入寮生募集を停止する。
独立校の時は、新城市以外の東三河地方の市町および近隣に高校のない旧下山村（現在の豊田市）、旧額田町（現在の岡崎市）からの進学者も少なくなかった。

## アクセス
- 「新城栄町」・「新城駅口」バス停（JR飯田線 新城駅近傍）から新城市Sバスの作手高里行バスに乗車、終点「作手高里」バス停下車。